# 埃洛普斯二世
埃洛普斯二世（希臘語：Αέροπος Β΄），馬其頓國王，前399年至前395年在位。

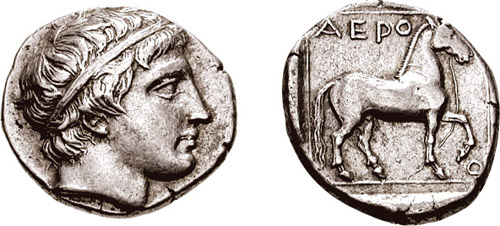
埃洛普斯二世

佩爾狄卡斯二世之子，在哥哥阿奇拉一世死後與其子歐瑞斯特共治直到前396年。前395年去世，歐瑞斯特的兄弟阿奇拉二世隨後取得王位。